# Uniwersytet w Buenos Aires
Uniwersytet w Buenos Aires (hiszp. Universidad de Buenos Aires, UBA) – argentyński uniwersytet w Buenos Aires. Jest to największa tego typu instytucja w kraju i druga co do wielkości uczelnia w Ameryce Łacińskiej.

## Historia
Uniwersytet w Buenos Aires został oficjalnie otwarty w dniu 26 sierpnia w 1821 na mocy dekretu gubernatora prowincji Buenos Aires, gen. bryg. Martina Rodrigueza i ministra Bernardino Rivadavię, który był głównym promotorem idei powstania tej uczelni. Pierwszym jej rektorem był ksiądz Antonio Sáenz.

## Podstawowe statystyki

### Uniwersytet w rankingach
|                                       | 2013 | 2012 | 2011 | 2010 | 2009 | 2008 |
| ------------------------------------- | ---- | ---- | ---- | ---- | ---- | ---- |
| World University Rankings 2013        | 209  | 230  | 270= | 298  | 197= | 264= |
| QS Latin American University Rankings | 12   | 11   | 8    |      |      |      |

## Wydziały
Uniwersytet składa się z 13 wydziałów, sześciu szpitali, 10 muzeów i trzech szkół: Colegio Nacional de Buenos Aires, Escuela Superior de Comercio Carlos Pellegrini, oraz Instituto Libre de Segunda Enseñanza. Mimo swojej wielkości, UBA nie posiada centralnego kampusu.

## Znani absolwenci
- Che Guevara – jedna z głównych postaci rewolucji kubańskiej
- Luis Moreno-Ocampo – główny prokurator Międzynarodowego Trybunału Karnego
- Julio Cortázar – pisarz
- José Luis Murature – były minister Argentyny
- Carlos Saavedra Lamas – laureat Pokojowej Nagrody Nobla z 1936
- Adolfo Pérez Esquivel – laureat Pokojowej Nagrody Nobla z 1980
- Bernardo Houssay – laureat Nagrody Nobla z roku 1947
- Luis Federico Leloir – laureat Nagrody Nobla w dziedzinie chemii z 1970
- César Milstein – laureat Nagrody Nobla w dziedzinie fizjologii i medycyny z 1984
- Esther Hermitte – antropolog
- Juan Cabral – reżyser
- Alberto Prebisch – architekt
- Raúl Prebisch – ekonomista
- Luis Agote – fizyk
- Clorindo Testa – malarz i architekt
- Alberto Calderón – matematyk
- Luis Caffarelli – matematyk
- Juan Maldacena – fizyk

Prezydenci Argentyny, którzy mają dyplom Uniwersytetu w Buenos Aires:

- Carlos Pellegrini
- Luis Sáenz Peña
- Manuel Quintana
- Roque Sáenz Peña
- Victorino de la Plaza
- Hipólito Yrigoyen
- Marcelo Torcuato de Alvear
- Agustín Pedro Justo
- Roberto María Ortiz
- Ramón Castillo
- Arturo Frondizi
- Arturo Umberto Illia
- Raúl Alfonsín
- Adolfo Rodríguez Saá
- Eduardo Duhalde

## Galeria

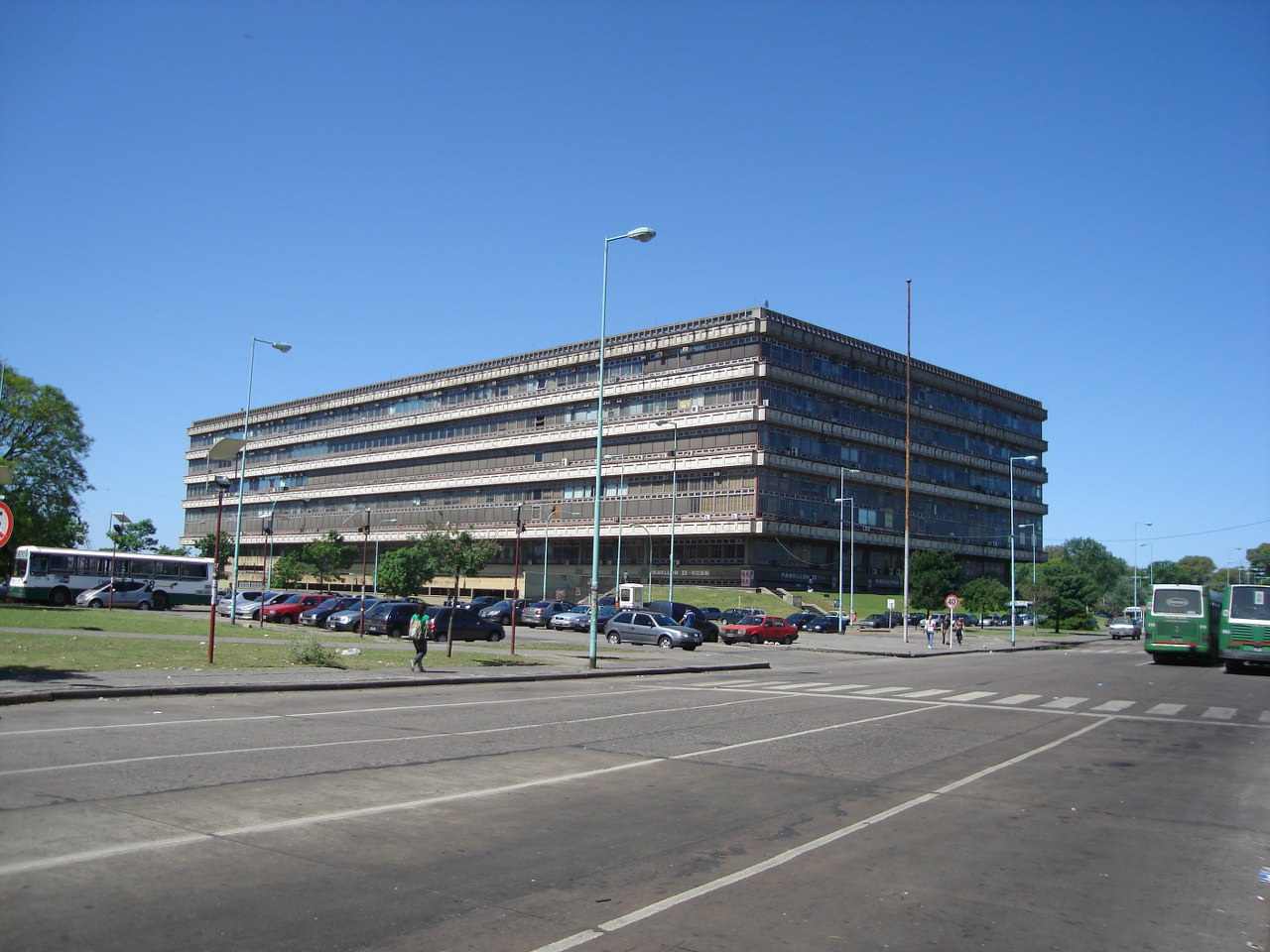
Budynek Wydziału Nauk Przyrodniczych
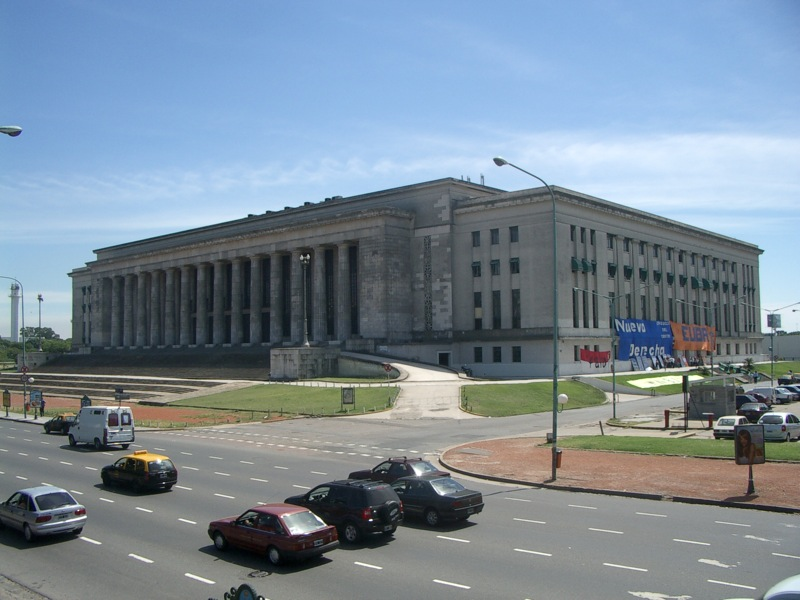
Budynek Wydziału Prawa
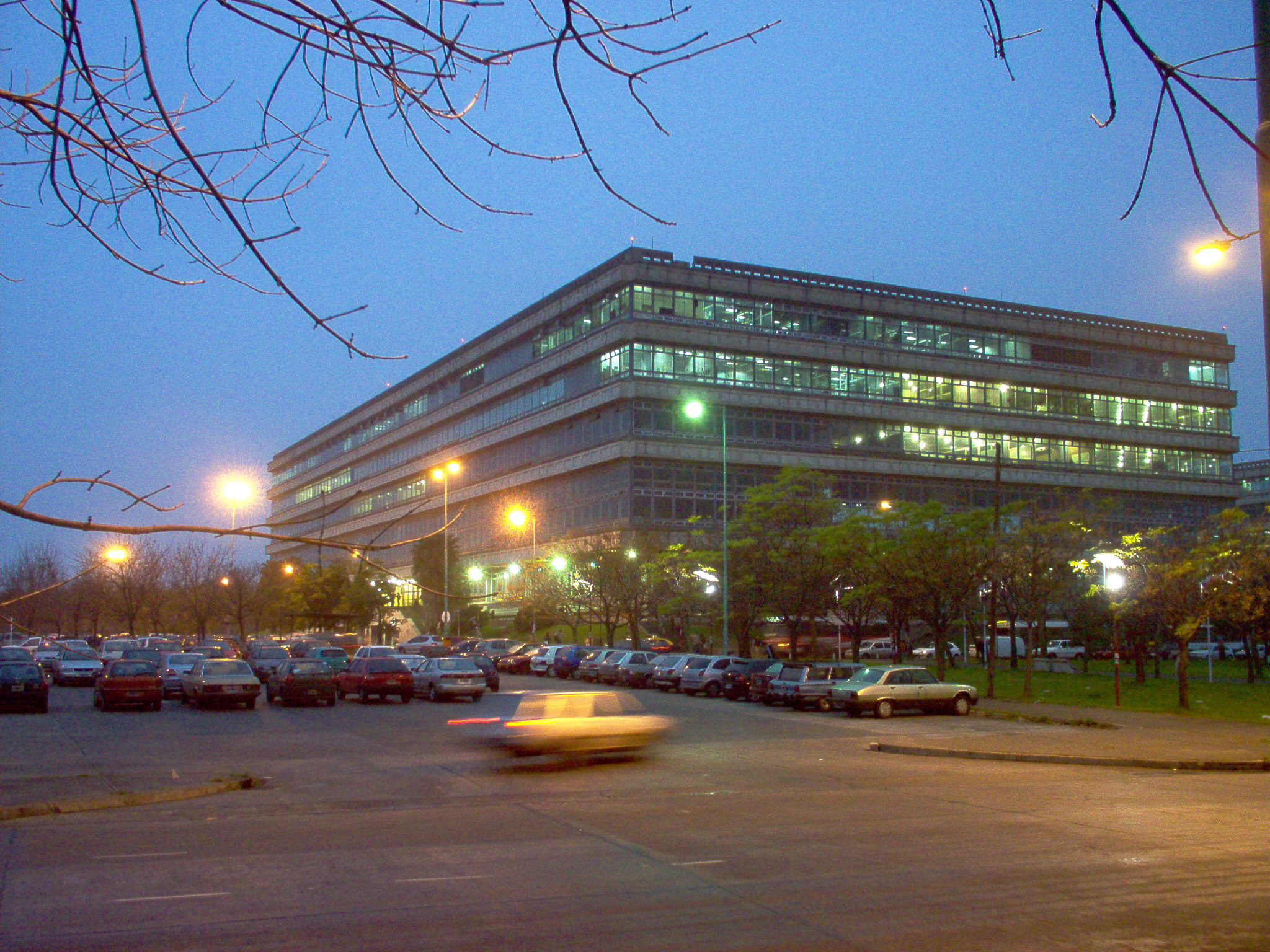
Budynek Wydziału Architektury, Wzornictwa i Urbanistyki
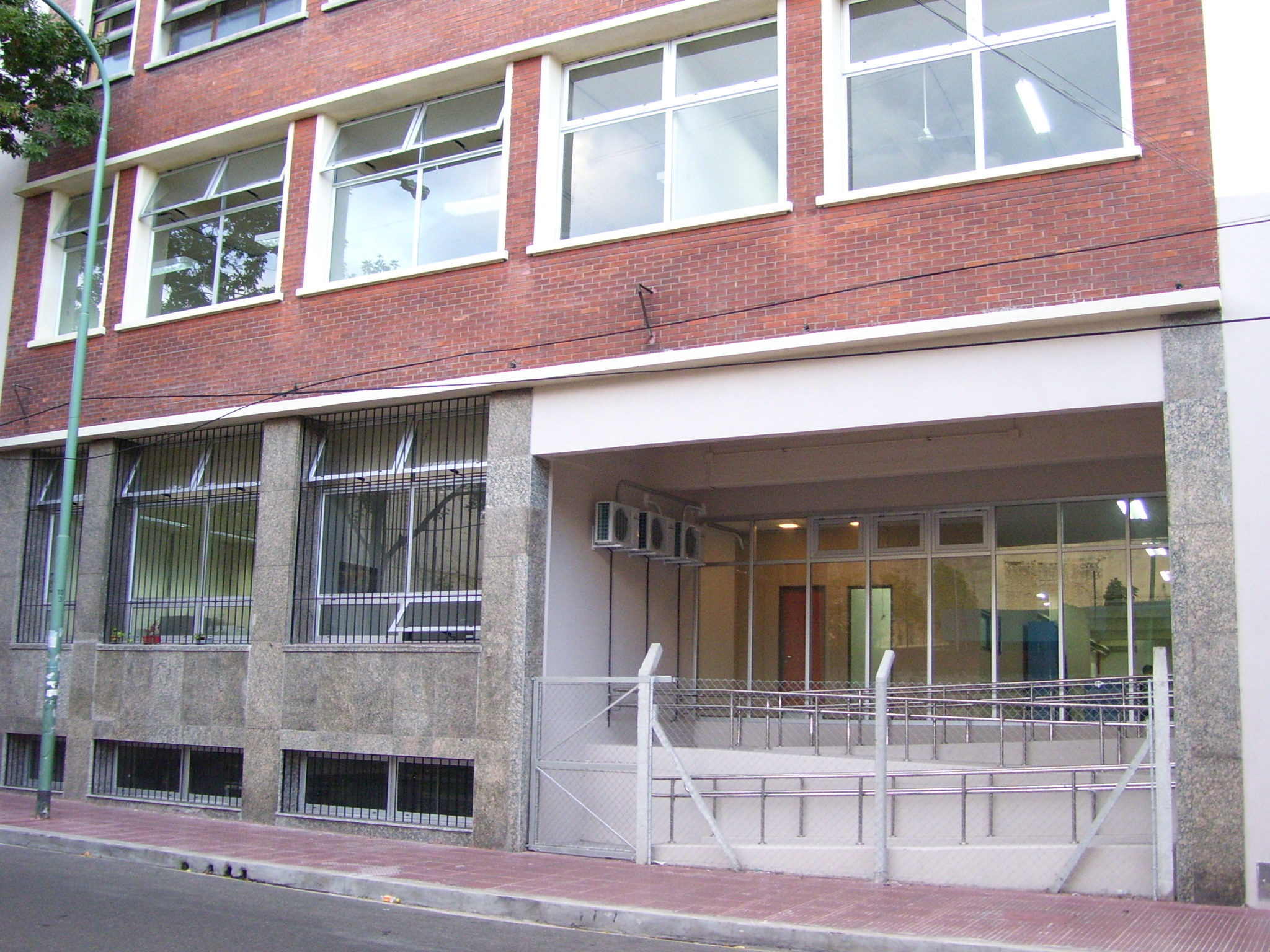
Budynek Wydziału Nauk Społecznych
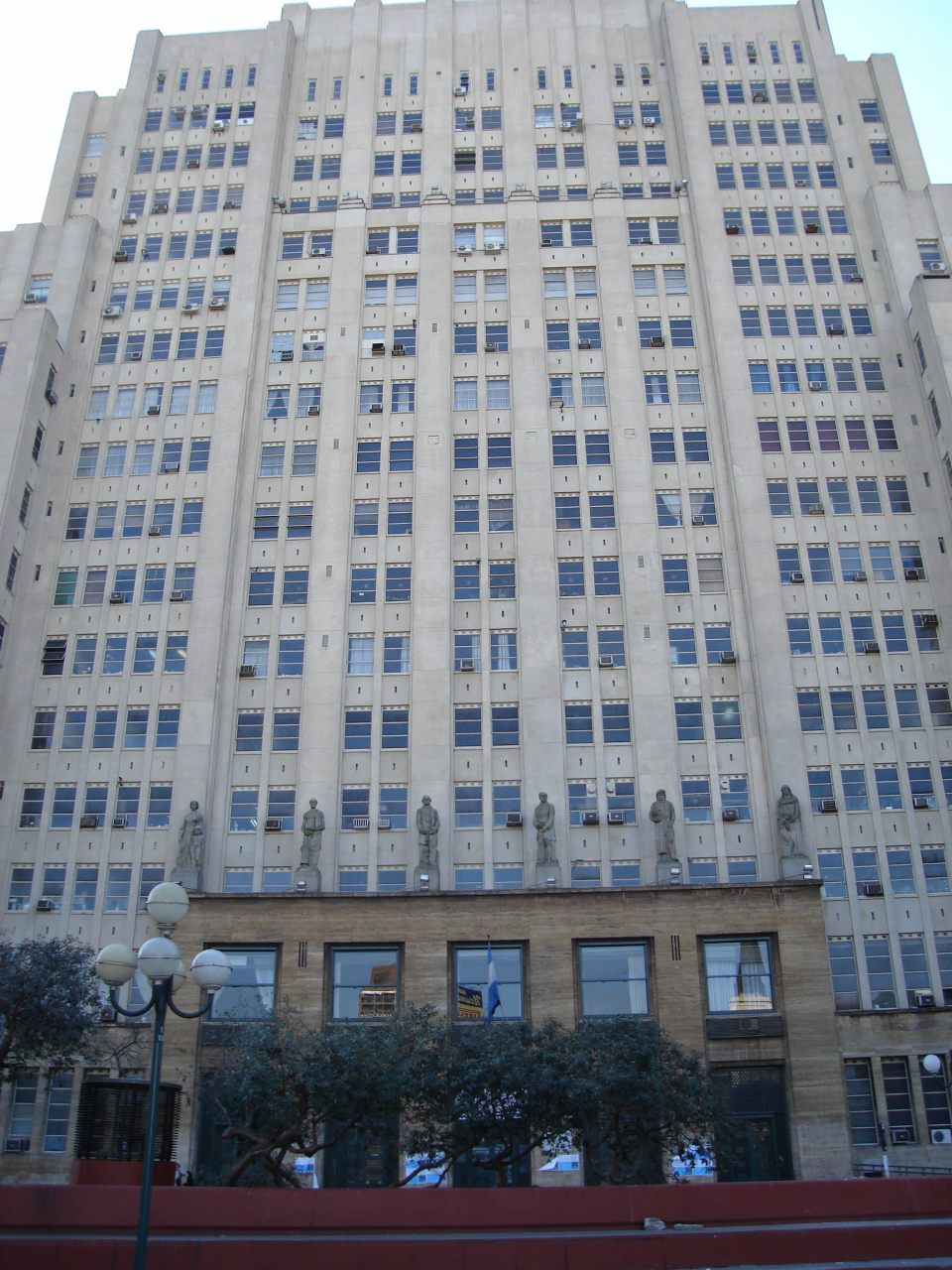
Budynek Wydziału Medycyny
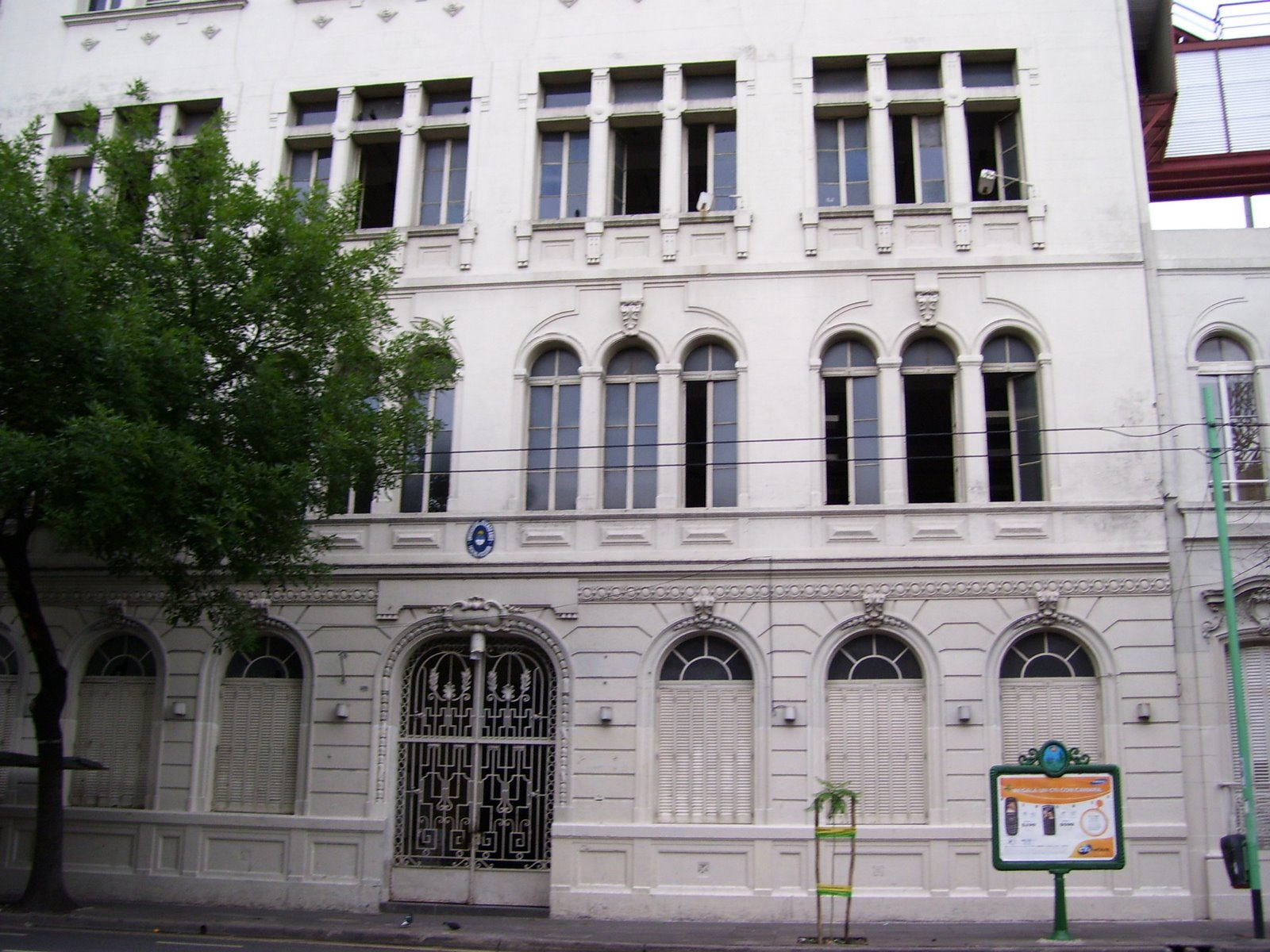
Budynek Wydziału Psychologii
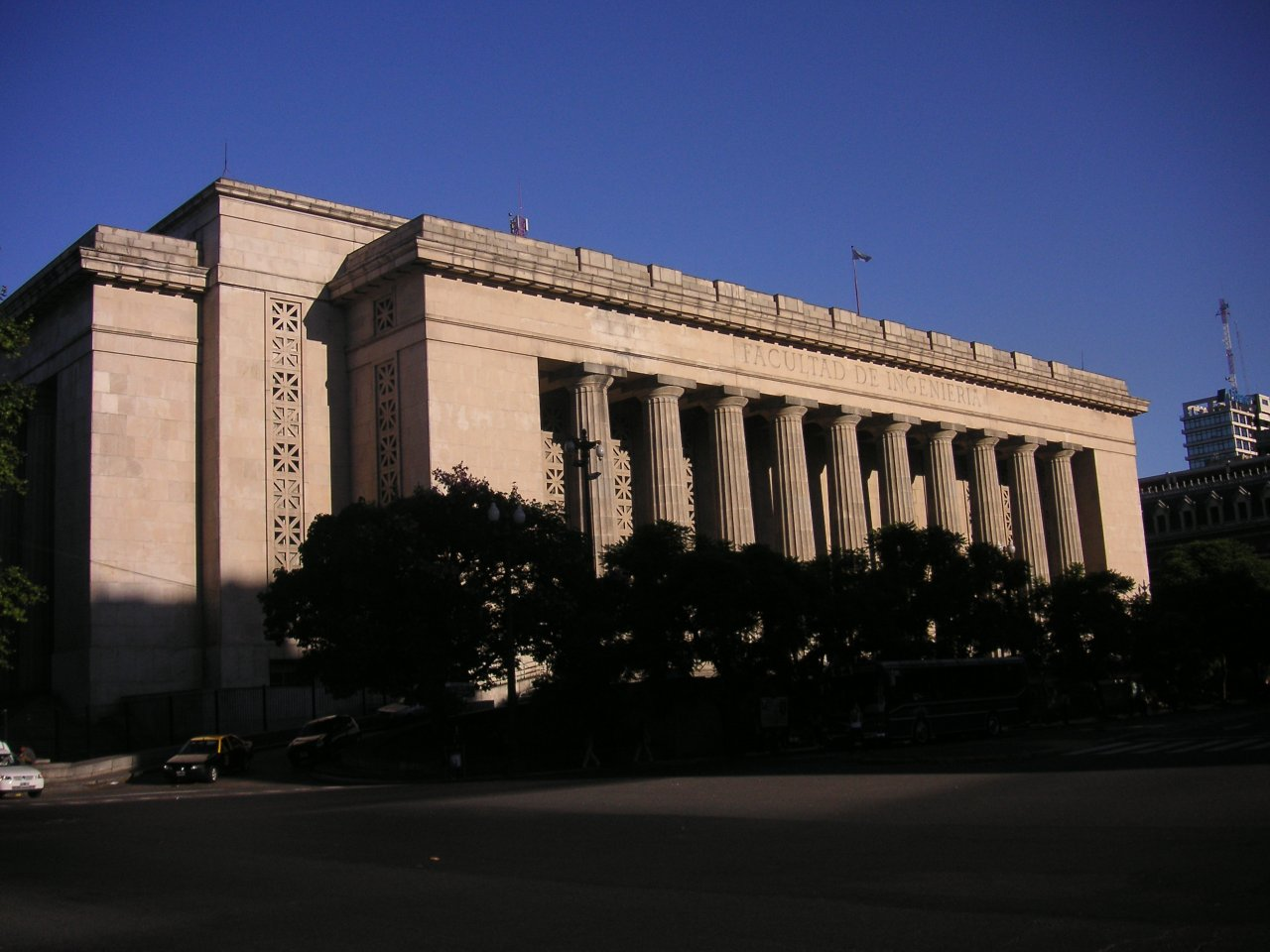
Budynek Wydziału Inżynierii